# Swertia graciliflora
Swertia graciliflora là một loài thực vật có hoa trong họ Long đởm. Loài này được Gontsch. miêu tả khoa học đầu tiên năm 1933.